# Oszukać przeznaczenie 3
Oszukać przeznaczenie 3 (ang. Final Destination 3) – horror, thriller prod. USA z 2006 roku w reżyserii Jamesa Wonga. Drugi sequel filmu Oszukać przeznaczenie oraz kontynuacja drugiej części filmu. Jego światowa premiera miała miejsce 9 lutego 2006 roku, natomiast polska 24 marca tegoż roku.
Powstał również sequel filmu – Oszukać przeznaczenie 4 (2009).

## Fabuła
Wendy Christensen (Mary Elizabeth Winstead) bawi się ze swoim chłopakiem Jasonem (Jesse Moss) i przyjaciółmi z liceum w Wesołym Miasteczku. Zbliża się koniec roku szkolnego, w którym bohaterowie kończą szkołę średnią. Zadaniem Wendy jest fotografowanie podczas radosnego wieczoru. Atrakcją lunaparku jest potężny rollercoaster, który staje się celem wycieczki niedoszłych licealnych absolwentów, jednak ta maszyna wzbudza w Wendy nieuzasadniony lęk. Uczucie okazuje się słuszne, ponieważ tuż przed startem bohaterka doznaje realistycznej wizji katastrofy, w której kolejka, do której wsiadają jej przyjaciele, wypada z torów, a wszyscy jej pasażerowie – w tym sama Wendy – giną. Wendy zaczyna panikować i zostaje odseparowana od grupy. Podąża za nią zwięzła grupka – przyjaciel Jasona Kevin (Ryan Merriman), cheerleaderki Ashley (Chelan Simmons) i Ashlyn (Crystal Lowe), para gotów Erin (Alexz Johnson) i Ian (Kris Lemche), sportowiec Lewis (Texas Battle) oraz Frankie (Sam Easton), który ukończył szkołę już rok temu. Po wyjściu z hali startów, bohaterów ogłusza nagły huk. Okazuje się, że rollercoaster wypadł z torów.
Po kilku tygodniach, gdy Wendy wciąż nie może otrząsnąć się po traumatycznych zajściach, Ashley i Ashlyn giną, spalone żywcem w miejscowym solarium. Podczas pogrzebu cheerleaderek, Wendy przedstawia Kevinowi swoje nietypowe odkrycie – ocaleni giną śmiercią, którą w ironiczny sposób przedstawiają zdjęcia wykonane podczas feralnego wieczoru. Okazuje się również, że kolejność zgonów jest zbieżna z kolejnością, w jakiej nastolatkowie siedzieli w pociągu, i tak kolejną ofiarą pada Frankie, który podczas jazdy rollercoasterem siedział tuż za Ashley i Ashlyn, by móc je sfilmować. Wentylator w samochodzie wbił mu się w głowę przez uderzenie ciężarówki w tył samochodu. Następnie w irracjonalnym wypadku ginie Lewis, którego głowa została zmiażdżona przez uszkodzony sprzęt do ćwiczeń, oraz Erin która została przebita przez gwoździe wystrzelone z pistoletu Iana, a Wendy z przerażeniem odkrywa, że minionego wieczoru w lunaparku zjawiła się również jej młodsza siostra Julie (Amanda Crew) i jej przyjaciółki. Wendy odnajduje siostrę podczas festynu organizowanego z okazji rocznicy miasta i wspólnie z Kevinem ratuje ją przed śmiercią w makabrycznym wypadku. Ginie jednak Perry (Maggie Ma), przyjaciółka Julie, która zostaje przebita flagą narodową. Na miejskiej imprezie pojawia się Ian, który obwinia Wendy za śmierć swojej dziewczyny Erin, i ostatecznie umiera, przygnieciony przez słup.
Sześć miesięcy później, podczas święta dziękczynienia, Wendy wybiera się ze swoimi przyjaciółmi z college'u do restauracji. W pociągu metra spotyka Julie i Kevina. Okazuje się, że śmierć nie wyrównała wszystkich rachunków i wkrótce dochodzi do wypadku, a w jego konsekwencji do śmierci pasażerów linii metra. Wendy miała tego wizje, ale nie udało jej się zatrzymać metra.

## Obsada
- Mary Elizabeth Winstead – Wendy Christensen
- Ryan Merriman – Kevin Fischer
- Amanda Crew – Julie Christensen
- Kris Lemche – Ian McKinley
- Alexz Johnson – Erin Ulmer
- Texas Battle – Lewis Romero
- Sam Easton(inne języki) – Frankie Cheeks
- Chelan Simmons – Ashley Freund
- Crystal Lowe – Ashlyn Halperin
- Jesse Moss – Jason Robert Wise
- Gina Holden – Carrie Dreyer
- Maggie Ma – Perry Malinowski
- Ecstasia Sanders – Amber Regan
- Agam Darshi – Laura
- Dylan Basile – Sean

## Wersja polska[1]
Wersja polska: Master Film

Dystrybucja na terenie Polski: Warner Bros. Poland

Tekst: Dominika Kmiecik-Micali

Czytał: Tomasz Magier

## Śmierci bohaterów
| Postać                          | Aktor                       | Rodzaj śmierci                                                |
| ------------------------------- | --------------------------- | ------------------------------------------------------------- |
| Carrie Dreyer Jason Robert Wise | Gina Holden Jesse Moss      | Zmarli w wyniku wypadnięcia rollercoastera z torów            |
| Ashley Freund Ashlyn Harperin   | Chelan Simmons Crystal Lowe | Spalone żywcem w solarium                                     |
| Frankie Cheeks                  | Sam Easton                  | Zmiażdzył tylną część głowy poprzez silnik                    |
| Lewis Romero                    | Texas Battle                | Zmiażdżył głowę dwiema szablami do ćwiczeń                    |
| Erin Ulmer                      | Alexz Johnson               | Jej głowa została przestrzelona poprzez pistolet z gwoździami |
| Perry Malinowski                | Maggie Ma                   | Jej ciało zostało przebite przez sztandar                     |
| Ian McKinley                    | Kris Lemche                 | Zmiażdzony przez tablicę reklamową                            |
| Julie Christensen Kevin Fischer | Amanda Crew Ryan Merriman   | Zmarli na wskutek wypadku pociągu                             |